# Kapitula: Duna
Kapitula: Duna (v originále Chapterhouse: Dune, 1985) je sci-fi román amerického spisovatele Franka Herberta. Jde o poslední díl série románů o pouštní planetě Arrakis, nazývané Duna, který napsal Herbert před svou smrtí v r. 1986. Přímo navazuje na páté pokračování Kacíři Duny (Heretics of Dune, 1984). Vypráví o pokračující válce mezi Sesterstvem Bene Gesserit a tajemnými Ctěnými matre, které se snaží ovládnout Staré impérium. Na konci románu některé hlavní postavy uprchnou kosmickou lodí do hlubin vesmíru, celá románová série tak zůstane nedokončena. Na příběh proto později navázal syn Franka Herberta Brian, který ve spolupráci s Kevinem J. Andersonem vytvořil dvě pokračování, jež příběh uzavírají – Lovci Duny (Hunters of Dune, 2006) a Píseční červi Duny (Sandworms of Dune, 2007).

## Příběh
Příběh přímo navazuje na Kacíře Duny, na jejichž konci byla planeta Rakis (dříve Arrakis) zničena atomovým útokem Ctěných matre, avšak ještě předtím z ní uprchla Matka představená Bene Gesseritu Darwi Odradová, její žákyně Sheena, která svými mentálními schopnostmi dokáže ovládat písečné červy, Duncan Idaho, u nějž byly genetickou mutací probuzeny zvláštní schopnosti, především vzpomínky na všechny jeho minulé klony, zajatá Ctěná matre Murbella a Scytale, poslední tleilaxanský Pán. Spolu s nimi se Sheeně podařilo vzít s sebou jednoho písečného červa. Všichni uprchnou na Kapitulu, hlavní planetu Bene Gesseritu, která je s pomocí červa transformována na novou Dunu. Duncan a Scytale však musejí trvale zůstávat v nekorábu, protože nemají mezi svými předky Atreidy, a proto by je bylo možné nalézt předzvěstnou schopností, a tak celou planetu prozradit Ctěným matre.
Při útoku na Rakis zahynul otec Odradové Miles Teg, vynikající válečník, který po mučení zvláštní psychickou sondou projevoval naprosto mimořádné schopnosti, včetně nesmírné síly a dovednosti sledovat nekoráby. Proto se Bene Gesserit rozhodne vypěstovat Tegův klon. Ostatní planety Bene Gesseritu jsou postupně likvidovány Ctěnými matre, které mají drtivou početní převahu.
Murbella je mezitím vychovávána v benegesseritském stylu a stále více si k Sesterstvu získává respekt, zjišťuje, že se od nich Ctěné matre mohou mnohé naučit.
Když Teg dosáhne osmi let věku, jsou mu vyvolány vzpomínky na minulý život a benegesseritské vojsko pod jeho vedením nejprve zničí Gammu (někdejší Giedi Primu) a poté zaútočí na hlavní planetu Ctěných matre, Uzel. Mezitím Ctěným matre padne za oběť Odradová, jejíž smrt je však součástí plánu - před smrtí předá své Zděděné vzpomínky Sheeně a Murbelle. Při útoku na Uzel se podaří na planetě vysadit Murbellu, která je po smrti Odradové právoplatnou Matkou představenou. Murbella díky svému výcviku porazí Velkou ctěnou matre, a sama se tak dosadí do čela obou organizací, což jí umožní vnutit Bene Gesseritu a Ctěným matre křehké spojenectví. Ukazuje se také, že Ctěné matre byly ze vzdáleného vesmíru vytlačeny nějakým strašlivým Nepřítelem, jemuž nedokázaly vzdorovat, a proto se pokusily dobýt Staré impérium.
Duncan už dříve odhalil plán Odradové, a protože se mu zdál příliš riskantní, vymyslel ještě záložní řešení. Unesl nekoráb, na němž byl zajatcem a spolu s Sheenou, Scytalem, Tegovým klonem, několika benegesseriťankami a sedmi písečnými červy uprchl do neznámého vesmíru a vymazal záznamy o letovém plánu lodi - takže ani on nedokáže určit, kde se nacházejí a tudíž se nemůže vrátit do Impéria. Scytale má v hrudi voperovánu ampuli, v níž se nacházejí genetické vzorky, umožňující vypěstovat jak všechny bývalé tleilaxanské vládce a nejnovější prototyp Tvarových tanečníků, tak i některé hrdiny z dějin Duny.
V samém závěru vyjde najevo, že galaxii zřejmě ovládá tajemný stařec a stařena, které Idaho jako jediný dokáže sledovat svým vnitřním zrakem.

## České vydání
Román vyšel v češtině v r. 1999 v překladu Vladimíra Lackoviče – na rozdíl od většiny románové série, kterou přeložila Veronika Volhejnová. V důsledku toho se zde objevují některé drobné odlišnosti v terminologii (např. islamiát místo islamíját, sucký doktor místo sukovský doktor apod.).